# ビル・リーフリン
ビル・リーフリン（Bill Rieflin、1960年9月30日 - 2020年3月24日）は、アメリカ合衆国出身のミュージシャン、マルチ奏者。
1990年代に、多くの著名グループ（特にインダストリアル・ロックおよびインダストリアル・メタル・シーン）のドラマーとして活躍。マルチプレイヤーとしての才能も発揮し、「R.E.M.」「キング・クリムゾン」などで定期的に活動した。

## 略歴

### 青年期（1975年 - 1994年）
リーフリンは、故郷のシアトルでプロとしてのキャリアをスタートした。1975年、The Screamersの前身バンド、The Tupperwaresによる2、3回のライブ・ギグをバックアップしたThe Telepathsに在籍した。1979年からは、The Blackoutsのためにドラムを演奏した。その時のバンド・メイトには、彼の兄弟であるレイモンド、ポール・バーカー、ローランド・バーカー、エリック・ヴェルナーがいた。やがて、そのバンドは解散し、ポール・バーカーは新生ミニストリーに加わった。アル・ジュールゲンセンとのリーフリンの最も初期のコラボレーションは、リヴォルティング・コックスによるセカンド・シングル「You Often Forget」だった。その後、ミニストリーの画期的なアルバム『ザ・ランド・オブ・レイプ・アンド・ハニー』の制作に参加した。ライブ・ビデオ『イン・ケース・ユー・ディドゥント・フィール・ライク・ショーイング・アップ (ライヴ)』では（同僚のドラマー、マーティン・アトキンスと共に）、そのパフォーマンスが注目された。ミニストリーやそのサイド・プロジェクトは、1990年代半ばまで続いたが、決してミニストリーのメンバーとしてクレジットされたことはなく「他のミュージシャン」とされていたと述べている。したがって『フィルス・ピッグ』セッション中に彼がバンドと決別したときも、公式メンバーではなかったので、実際にバンドを辞めたというわけではなかった。
リーフリンはアトキンスが、数百人のアーティストを取り入れて成長するであろうインダストリアルの集団、ピッグフェイスを結成するのを助けた。また、Wax Trax!のレーベル・メイトであったクリス・コネリーと友好関係を築きつつ、First World Musicというレーベルを設立した。コネリーのように、リーフリンの仕事もまたインダストリアルというルーツを超えて成長していった。彼らはいくつかのレコーディングでコラボレーションを行った。特にアルバム『The Ultimate Seaside Companion』（The Bells名義）とアルバム『Largo』のふたつは、見過ごされがちなリーフリンのキーボードの手腕を紹介するものとなっている。

### マルチプレイヤーとして活動（1995年 - 2013年）
シアトルに住むことで、リーフリンは、キング・クリムゾンのロバート・フリップとトレイ・ガン、KMFDMのサシャ・コニエツコ、R.E.M.のピーター・バックを含む、さまざまな著名ミュージシャンとの関係を築く機会を得た。フリップはリーフリンのソロ・デビュー作『Birth of a Giant』に貢献した。そして、この作品はリーフリンがバック・グラウンドの役割以外に、歌を歌っていたことも特徴となっている。この時のセッションからの即興演奏が、後にCD『The Repercussions of Angelic Behavior』で使用された。
リーフリンは、1995年から2003年にリリースされたすべてのKMFDMのレコードに、ドラマー、プログラマー、ボーカリスト、およびキーボード奏者として登場した。2002年には、バンドのベーシストとしてカムバック・アルバム『Attak』をサポートし、2011年のアルバム『WTF?!』でも演奏している。

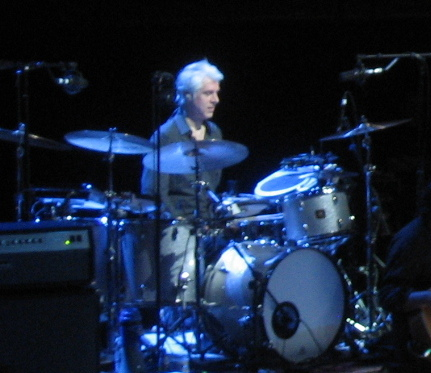
R.E.M. でプレイ (2008年)

彼はまたスコット・マッコーイのバンド、ザ・マイナス5でドラムを叩くようになり、そこにはギタリストのピーター・バックが参加することもあった。その流れから、バックはリーフリンに、1997年のビル・ベリーの脱退以来、パーマネントなドラマーを欠いていたR.E.M.と一緒に演奏すべくドラムに座る機会を提供した。2003年のツアーで、彼はライブ・ドラマーの位置をリーフリンに与えた。彼らはやがてリーフリンが無期限にR.E.M.のドラマーの役割を果たすと発表したが、これもまた公式メンバーとしてではなく雇われミュージシャンとしてだった。レコーディングでは、リーフリンはブズーキ、キーボード、そしてギターでもグループに貢献し、R.E.M.が2011年に解散するまで補助的なメンバーとして活躍した。
リーフリンは2005年に「スロウ・ミュージック (Slow Music)」という名前で実験的なアンサンブルをつくり（フリップとバックを含む）、ドラムではなくシンセサイザーを演奏した。その名前が示すように、彼らのアプローチはミュージシャン同士がお互いのためにスペースを空けながら、まばらな音をたくさん重ねることに向けられていた。すべての公演が即興演奏だった。グループは2005年と2006年にわずかな一握りのライブ・スケジュールで演奏し、数年で活動を停止した。
リーフリンは、クリス・ウォン、ロバート・フリップ、およびトーヤ・ウィルコックスからなるTHE HUMANSという音楽コラボレーション・プロジェクトに参加している。バンドは、2007年秋と2009年にエストニアで一連のライブを行い、彼らのデビュー・アルバム『We are the Humans』を2009年5月1日にリリースした。また別のアルバムを2013年に発表し、2014年の春に「Slow Music」とのダブル・ビルの小さなライブ・シリーズが続いた。
エクトル・ザズーの2010年アルバム『Corps Electriques』には、リーフリン、ケイティ・ジェーン・ガーサイド、ローン・ケント、および、ニュージャズのトランペッター、ニルス・ペッター・モルヴェルがフィーチャーされた。
1995年のアルバム『The Great Annihilator』以来、リーフリンはスワンズにレギュラーで協力するメンバーであり、2010年の再結成以来、すべてのスタジオ・レコーディングでさまざまな楽器を演奏し、『My Father Will Guide Me up a Rope to the Sky』をリリースしている（彼はアルバム『The Seer』で「名誉のスワン」としてリストされている）。
2012年、リーフリンはロビー・ウィリアムズのアルバム『テイク・ザ・クラウン』のドラムを演奏した。その年の後半、彼はAtomic Brideのシングル「Crush Vaccine」を制作した。同年12月15日、リーフリンはシアトルのダウンタウンにあるクロコダイル・カフェで、ソールドアウトのショーのためにAtomic Brideとライブを行った。

### キング・クリムゾン加入から死去まで（2013年 - 2020年）
2013年9月6日付けのオンライン日記で、ロバート・フリップは、リーフリンをバンドの3人のドラマーのうちのひとりとして含めた、キング・クリムゾンの新しいラインナップを発表した。リーフリンが加入したバンドによる最初の本格的なライブ・リリース（Live in Toronto 2015）から数日後、フリップはリーフリンがバンドを離れ、職務外の長期休暇を取ることに決めたと発表した。これは他のクリムゾン・メンバー全員同意したものであると2016年3月6日に発表された。
2017年初頭、フリップはリーフリンが彼の交代者であったジェレミー・ステーシーと一緒にバンドへ戻ってくることを発表した。数年間、ツアーをしてきてフリップが感じた、満足感を得ることなく前進したいという欲求のために、リーフリンは新しいダブル・カルテット構成の中で「メインの楽器としてドラムを使うよりも、メロトロン、キーボード、フェアリー・ダスティング（天使がたてる埃のような音楽への色付け）に焦点を当てる」役割とされた。そして、キング・クリムゾン史上初である専任のキーボード奏者となった。同年10月から11月にかけてのアメリカ・秋ツアーでは、クリス・ギブソンが代役を務めたのち。翌2018年に再合流した。
2019年、再度の長期休養。そして同年8月、現代画家・イラストレーターである妻フランチェスカ・サンドステン（Francesca Sundsten）が病死。妻は近年、キング・クリムゾンのライブアルバム『ラディカル・アクション〜ライブ・イン・ジャパン＋モア』（2016年）や、ボックスセット『Audio Diary 2014-2018』（2019年）のカバーアートを手掛けていた。
妻が亡くなった約半年後の2020年3月24日、59歳で死去。死因は癌であったことが示唆されている。

## ディスコグラフィ

### ソロ・アルバム
- Birth of a Giant (1999年)
- The Repercussions of Angelic Behavior (1999年) ※Bill Rieflin、Robert Fripp、Trey Gunn名義
- Largo (2000年) ※Bill Rieflin & Chris Connelly名義

### ミニストリー
- 『ザ・ランド・オブ・レイプ・アンド・ハニー』 - The Land of Rape and Honey (1988年)
- 『ザ・マインド・イズ・ア・テリブル・シング・トゥ・テイスト』 - The Mind Is a Terrible Thing to Taste (1989年)
- 『イン・ケース・ユー・ディドゥント・フィール・ライク・ショーイング・アップ (ライヴ)』 - In Case You Didn't Feel Like Showing Up (1990年)
- 『ΚΕΦΑΛΗΞΘ -詩篇69-』 - Psalm 69: The Way to Succeed and the Way to Suck Eggs (1992年)
- 『フィルス・ピッグ』 - Filth Pig (1996年)

### リヴォルティング・コックス
- Live! You Goddamned Son of a Bitch (1988年)
- Beers, Steers, and Queers (1990年)
- Big Sexy Land (1992年)
- 『憤逆のリヴコ』 - Linger Ficken' Good (1993年)

### ラード
- 『ラスト・テンプテーション・オブ・リード』 - The Last Temptation of Reid (1990年)
- 『ピュア・チューイング・サティスファクション』 - Pure Chewing Satisfaction (1997年)
- 70's Rock Must Die (2000年)

### KMFDM
- Naïve (1990年)
- 『ニヒル』 - Nihil (1995年)
- 『エクストート』 - Xtort (1996年)
- 『F×S×C×S×P』 - Symbols (1997年)
- Adios (1999年)
- Attak (2002年)
- Sturm & Drang Tour 2002 (2003年)
- WWIII (2003年)
- WTF?! (2011年)

### ピッグフェイス
- Gub (1991年)
- Lean Juicy Pork (1991年) ※インタビューのみ
- Welcome to Mexico... Asshole (1992年)

### スワンズ
- The Great Annihilator (1995年)
- Soundtracks for the Blind (1996年)
- My Father Will Guide Me up a Rope to the Sky (2010年)
- The Seer (2012年)
- 『トゥ・ビー・カインド』 - To Be Kind (2014年)
- 『ザ・グローイング・マン』 - The Glowing Man (2016年)

### Angels of Light
- New Mother (1999年)
- We Are Him (2007年)

### R.E.M.
- 『アラウンド・ザ・サン』 - Around the Sun (2004年)
- 『R.E.M. ライヴ』 - R.E.M. Live (2007年)
- 『アクセラレイト』 - Accelerate (2008年)
- 『ライヴ・アット・ジ・オリンピア』 - Live at the Olympia (2009年)
- 『コラプス・イントゥ・ナウ』 - Collapse into Now (2011年)

### スロウ・ミュージック（Slow Music Project）
- Live At The Croc 19 Oct 2005 (2005年)
- May 6, 2006 - The Showbox, Seattle, WA (2008年、DGMLive.com)
- May 05, 2006 Aladdin Theater, Portland, OR (2008年、DGMLive.com)
- May 09, 2006 - Great American Music Hall, San Francisco, CA (2008年、DGMLive.com)
- The Coach House, San Juan Capistrano, CA - May 12, 2006 (2009年、DGMLive.com)

### ロビン・ヒッチコック&ザ・ヴィーナス・3
- 『オーレイ!タランチュラ』 - Olé! Tarantula (2006年)
- Goodnight Oslo (2009年)
- Propellor Time (2010年)

### THE HUMANS
- We Are the Humans (2009年)
- Sugar Rush (2011年)
- Strange Tales (2014年)

### キング・クリムゾン
- 『ライヴ・アット・オルフェウム』 - Live at the Orpheum (2015年)
- 『ライヴ・イン・トロント』  - Live in Toronto (2016年)
- 『ラディカル・アクション〜ライブ・イン・ジャパン＋モア』 - Radical Action to Unseat the Hold of Monkey Mind (2016年)
- 『ライブ・イン・シカゴ 2017』 - Live in Chicago (2017年)
- 『メルトダウン〜ライブ・イン・メキシコ』 - Meltdown: Live in Mexico City (2018年)

### 参加アルバム
- 1000 Homo DJs: "Supernaut" (1990年)
- マイケル・ジラ: Drainland (1995年)
- ナイン・インチ・ネイルズ: 『ザ・フラジャイル』 - The Fragile (1999年)
- Land: Road Movies (2001年)
- Lead into Gold: The Sun Behind the Sun (2018年)